# 에디 다이어
에드워드 홀리 다디어(Edward Hawley Dyer, 1899년 10월 11일 ~ 1964년 4월 20일)는 메이저 리그 베이스볼의 세인트루이스 카디널스에서 왼손 잡이 투수(1922 ~
44)와 감독(1946 ~ 50)을 맡은 전 미국의 야구 선수였다. 1946년 카디널스의 지도에서 다이어의 첫 시즌에 야구 역사상 처음으로 나온 공포의 내셔널 리그 시즌에서 레드버즈가 브루클린 다저스를 꺾고나서 7개의 월드 시리즈 경기에서 우승 후보 보스턴 레드삭스를 꺾었다.

## 어린 시절과 대학 경력
루이지애나주 모건 시니에서 조지프와 앨리스 다이어의 7명의 자식들 중 4째로 태어났다. 그는 1917년 클래스의 모건 시티 고등학교의 일부로서 뛰어난 미식축구, 야구와 육상 선수였다.
그의 부친은 잡화점과 재목 저장소를 소유하고 모건 시티의 시장을 지냈으나 제1차 세계 대전이 일어나기 전에 불경기가 있는 동안에 다 잃고 말았고, 석유의 붐이 겨우 시작된 텍사스주 휴스턴으로 자신의 가족을 이주시켰다. 다이어는 라이스 전문 대학으로 육상 장학금을 얻고 3개의 스포츠(미식축구, 야구, 육상)에서 증서를 받아 멀리뛰기에서 사우스웨스트 컨퍼런스 선수권을 우승하였으며, 1920년 올사우스웨스트 컨퍼런스 미식축구 팀에 지위를 얻었다. 그는 1921년 앙루스 미식축구 팀의 주장이었다. 그는 또한 대학 야구의 3년(1919, 1920, 1921)의 각해에서 올사우스웨스트 컨퍼런스에 나갔다. 그는 훗날의 시카고 화이트삭스를 위한 명예의 전당 투수인 베일러의 테드 라이언스에 무안타를 투구하였다. 다이어는 1922년 세인트루이스 카디널스와 계약을 맺는 데 브랜치 리키가 그에게 2천 5백 달러의 보너스를 낼 때 학교를 떠났다. 돈은 그의 부친의 빚을 지불하였고 그의 동생 새미를 대학의 첫 해를 통하여 놓았다.
1936년 다이어는 라이스 전문 대학으로부터 자신의 학사 학위를 위한 요구물을 완료하였다.

## 카디널스와 선수 경력
5 피트 11 인치(1.80m), 169 파운드(76kg)의 다이어는 만능의 선수로 투구에 추가로 외야수와 1루수를 맡았다. 그는 1922년 7월 8일 마운드에 카디널스와 데뷔하여 최고의 마이널 리그 수준에서 자신이 제2군 팀의 시러큐즈를 맡겨지기 전에 2회의 구원 투수였다.
다음 봄에 리키는 그를 양 텍사스 리그에서 외야수로 활약하는 데 휴스턴으로 그러고나서 위치토 폴스로 보냈다. 그는 자신이 타구하지 않을 때 전임적 투수가 되었다.
1923년 9월 9일 투수로서 다이어스의 첫 출발에 그는 3 대 0으로 우승한 시카고 컵스의 완투한 경기 완봉을 투구하였다.
1924년 그는 카디널스와 끝까지 충실하였으나 4.61의 방어율과 8 승 11 패의 기록을 이루어 6위를 한 팀을 위하여 출발과 구원 사이에 자신의 시간을 나누었다. 다음해 그는 자신의 방어율을 4.15로 낮추어 구원에서 주로 투구하였다. 리키는 본부로 들어가 옮기고 카디널스의 스타 2루수 로저스 혼비는 1925년 감독이 되었다. 그와 다이어는 사이가 안 좋았다. 하나의 고려에 의하면, 다이어는 혼스비에게 "당신이 감독일 만큰 난 이 팀에 활약하지 않을 것입니다."라고 말하였다. 그 일은 1926년 카디널스가 자신들의 첫 월드 시리즈를 우승하는 동안 그에게 시러큐즈로 돌아가는 표를 주었다.
1927년 다이어는 자신이 다시 시러큐스로 향하기 전에 카디널스를 위하여 한번 투구하였다. 그는 열에서 6개의 경기들을 우승하였으나 6월 30일 자신의 첫 패배에서 자신의 팔을 다쳤다. 그 일은 그의 투구 경력을 끝냈다.
그는 카디널스를 위하여 6개의 시즌(1922 ~ 27)의 전부와 일부들에 129개의 경기에 나왔으나 메이저 리그에서 1924년과 1925년이 그의 단둘의 전임 시즌들이었어도 2개의 홈런과 13개의 타점과 함께 4.78의 방어율, 157개의 타석에서 .223점 타구와 함께 30개의 투구 판정들을 갈라놓았다.

## 카디널스 제2군 리그 합동 운영제에서 감독과 총장
1928년부터 다이어는 카디널스 제2군 리그 합동 운영제에서 감독을 맡으려 하며 1933년을 통하여 외야수로서 자신의 선수 경력을 지속하였다. 1936년 라이스 학위를 완료하고 몇년간 거기서 신입생 미식축구의 코치를 맡았다. 추가로 다이어는 자신이 감독을 맡은 팀들의 비지니스 감독 혹은 회장을 지내고, 1938년 그는 미국 남부와 남서부에서 카디널스의 제2군 팀들의 전부를 감독하였다.
이 일들의 가장 중요한 것은 클래스 A 텍사스 리그에서 카디널스의 클럽 다이어스의 고향인 휴스턴 버펄로스였다. 그는 1939년부터 1941년까지 버펄로스의 감독직을 차지하고 그들을 3개의 연속적 1위와 하나의 리그 플레이오프 챔피언십으로 이끌어 102개의 승리를 평균하였다.
이어진 전쟁 시기의 거의에 다이어는 1944년 휴스턴에서 자신의 석유, 부동산과 보험 비지니스로 향하는 데 1944년 시즌의 중반에 직을 떠났어도 전체의 카디널스 제2군 리그 합동 운영제의 관리자였다.

## 전쟁 이후 카디널스의 주장
전쟁의 말기에 보스턴 브레이브스를 위한 빌리 사우스워스의 이탈에 감독의 필요에 빅 리그 카디널스와 함께 다이어는 야구로 돌아와 1946년 자신의 첫 메이저 리그 감독에 선임되었다. 카디널스는 세력가이며 1942년부터 1944년까지 3연속 내셔널 리그 페넌트를 우승하고 1941년과 1945년 2위를 하였으나 1946년은 다이어와 그의 팀을 위한 극단적으로 도전의 시즌이었다. 그는 사우스워스의 전쟁 시기의 팀과 함께 돌아온 전쟁 베테랑과 젊은 선수들을 융합하여야 했고 3명의 주요 선수들 - 왼손 잡이 투수 맥스 레이니어, 2루수 루 클라인과 구원 투수 프레드 마틴을 약탈한 멕시칸 리그로 잃었다.
드라이어는 카디널스의 화해할 수 없는 적대자이자 전쟁 후에 완전한 체력에서 후원인 리오 두로처의 다저스와 다루어야 하였다. 투수들 호위 폴렛과 해리 브리친, 훗날이 명예의 전당 헌액자 스탠 뮤지얼과 이노스 슬로터에 의하여 이끌어진 카디널스는 5개의 경기 올스타 브레이크 부족을 이루어 다저스와 함께 자신들의 22개의 정규 시즌 경기들의 14개를 우승하였고 시즌의 마지막 날에 페넌트를 위하여 브루클린과 동점을 매겼다. 카디널스는 그러고나서 폴렛과 머리 딕슨의 투구 뒤로 3개의 플레이오프의 최고에서 다저스를 휩쓸었다.
1946년 월드 시리즈에서 레드버즈는 테드 윌리엄스가 활약하려고 한 단 하나의 월드 시리즈가 된 것을 향하였다. 레드삭스는 12개의 경기들에 의하여 아메리칸 리그 페넌트로 난입되어 20개의 경기 우승 선수들 데이브 페리스와 텍스 휴슨이 나왔다. 내셔널 리그 플레이오프들이 열리는 동안에 한가한 레드삭스는 가을 클래식을 위하여 연습하는 데 노력에서 아메리칸 리그 올스타 팀을 상대로 시범 경기를 하였다. 윌리엄스는 투구에 의하여 팔꿈치에 스트라이크 되었고 시리즈가 시작될 때 무능하였다. 브리친은 3개의 경기들을 우승하였고 카디널스는 영감을 받은 야구를 하였으며 결정적인 7번째 경기에서 슬로터는 해리 워커에 의한 2루타에 1루로부터 득점하였다. 그의 득점은 경기와 시리즈에서 우승 득점이었다.

## 야구에서 비지니스의 세상으로
이어진 시즌에 브루클린 다저스는 대담하게 인종적 차별 장벽을 깨면서 내셔널 리그에서 권력의 균형을 전복시켰다. 5월 카디널스는 다이어스가 자신들이 파업을 계획한 소문에 연루되지 않았더도 재키 로빈슨을 메이저 리그 내야에 허락하기 보다 소문을 뜨겁게 부인하여 분규되었다. 다음 10년간 더욱 손해를 입은 카디널스는 아프리카계 미국인 선수들을 계약하는 데 다른 내셔널 리그 팀들 대부분에 뒤로 침체되었다. 전체로 카디널스는 자신들이 1949년 단 하나의 경기 만에 의하여 다저스를 추적하였어도 신부 들러리의 지위로 되돌아가 1947년부터 그해까지 2위를 하였다. 팀의 전설적인 제2군 리그 합동 운영제가 그 창립자이며 로빈슨을 브루클린으로 데려온 브랜치 리키 없이 분투와 함께 야구의 카디널스의 4분의 1세기 지배는 종말로 왔다. 1950년 그들은 5위로 떨어지고 다이어는 시즌의 말기에 감독으로서 물러났다.
카디널스의 감독으로서 자신의 5년 동안 팀은 우수한 .578의 우승률을 위하여 446개의 경기들을 우승하고 325개를 패하였다. 그러나 다이어는 야구에서 또다른 감독직을 추구하기 보다 오히려 자신의 번영하는 휴스턴 지역의 비지니스를 경영하기를 좋아했다. 그는 1963년 1월 발작을 일으켜 이듬해 4월 64세의 나이로 휴스턴에서 사망하였다.